# Mercedes-Benz W188
Mercedes-Benz 300 S är en lyxbil, tillverkad av den tyska biltillverkaren Mercedes-Benz mellan juli 1952 och april 1958.
300 S var den direkta arvtagaren till Mercedes-Benz mellankrigsmodeller S/SS och 500 K/540 K. Efterkrigsekonomin tvingade konstruktörerna att hålla igen och bilen var i praktiken en tvådörrarsvariant av limousinen 300, men kaross och inredning påminde starkt om mellankrigstidens kompressormodeller. Motorn hade trippelförgasare och, till följd av de generellt sett mindre dimensionerna, ungefär samma prestanda som hos sina föregångare.
I september 1955 avlöstes 300 S modellen 300 Sc. Motorn fick nu direktinsprutning och bakvagnen försågs med enkelledad pendelaxel.
Av W188 byggdes 314 coupéer, 252 cabriolet A och 194 roadsters

## Versioner
| Modell | Årsmodell | Motor                    | Cylindervolym | Effekt | Bränslesystem           |
| ------ | --------- | ------------------------ | ------------- | ------ | ----------------------- |
| 300 S  | 1951-55   | M188: 6-cyl radmotor ohc | 2996 cm³      | 150 hk | 3 Solex-förgasare       |
| 300 Sc | 1956-58   | M199: 6-cyl radmotor ohc | 2996 cm³      | 175 hk | Bosch direktinsprutning |

## Bilder

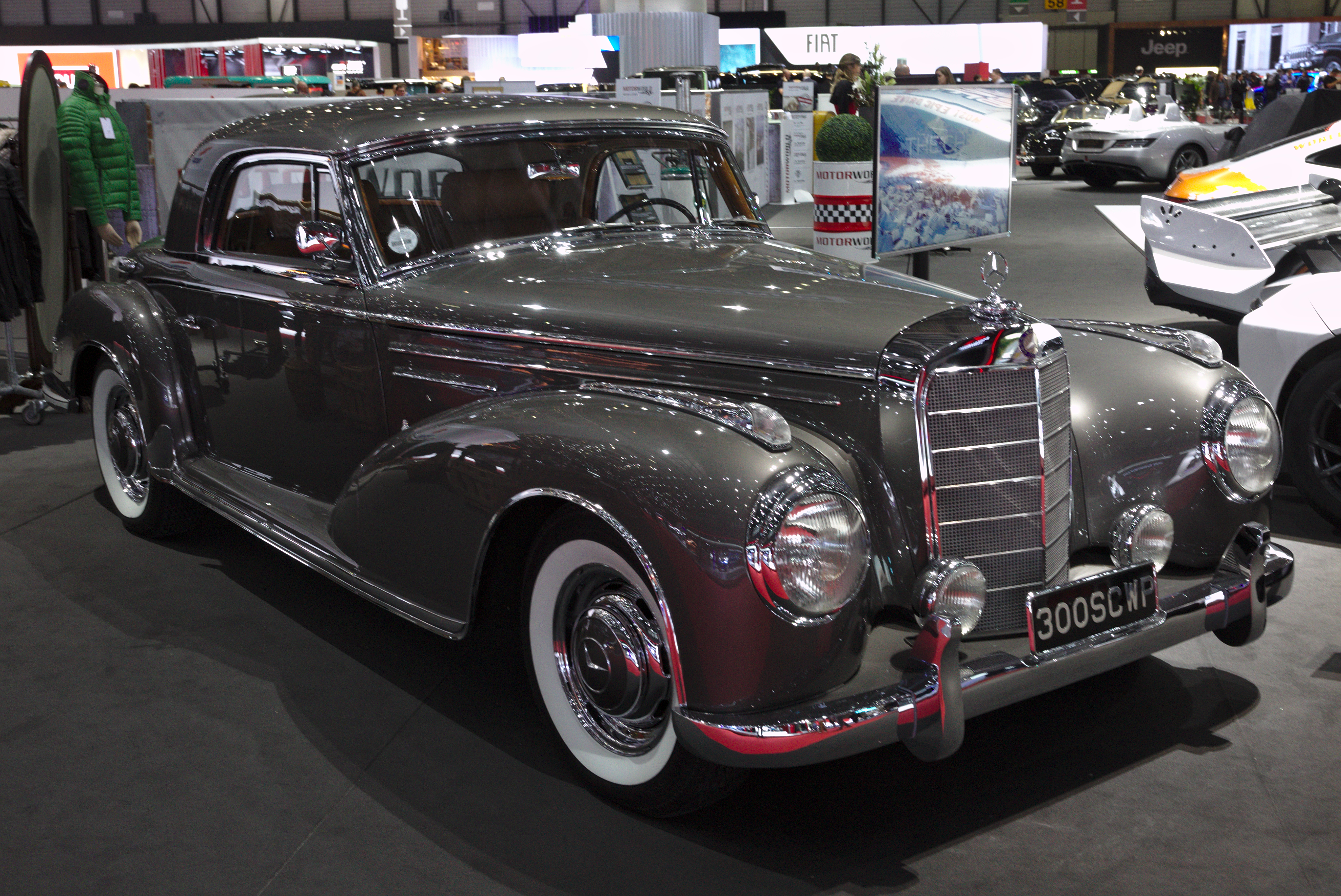
300 Sc coupé
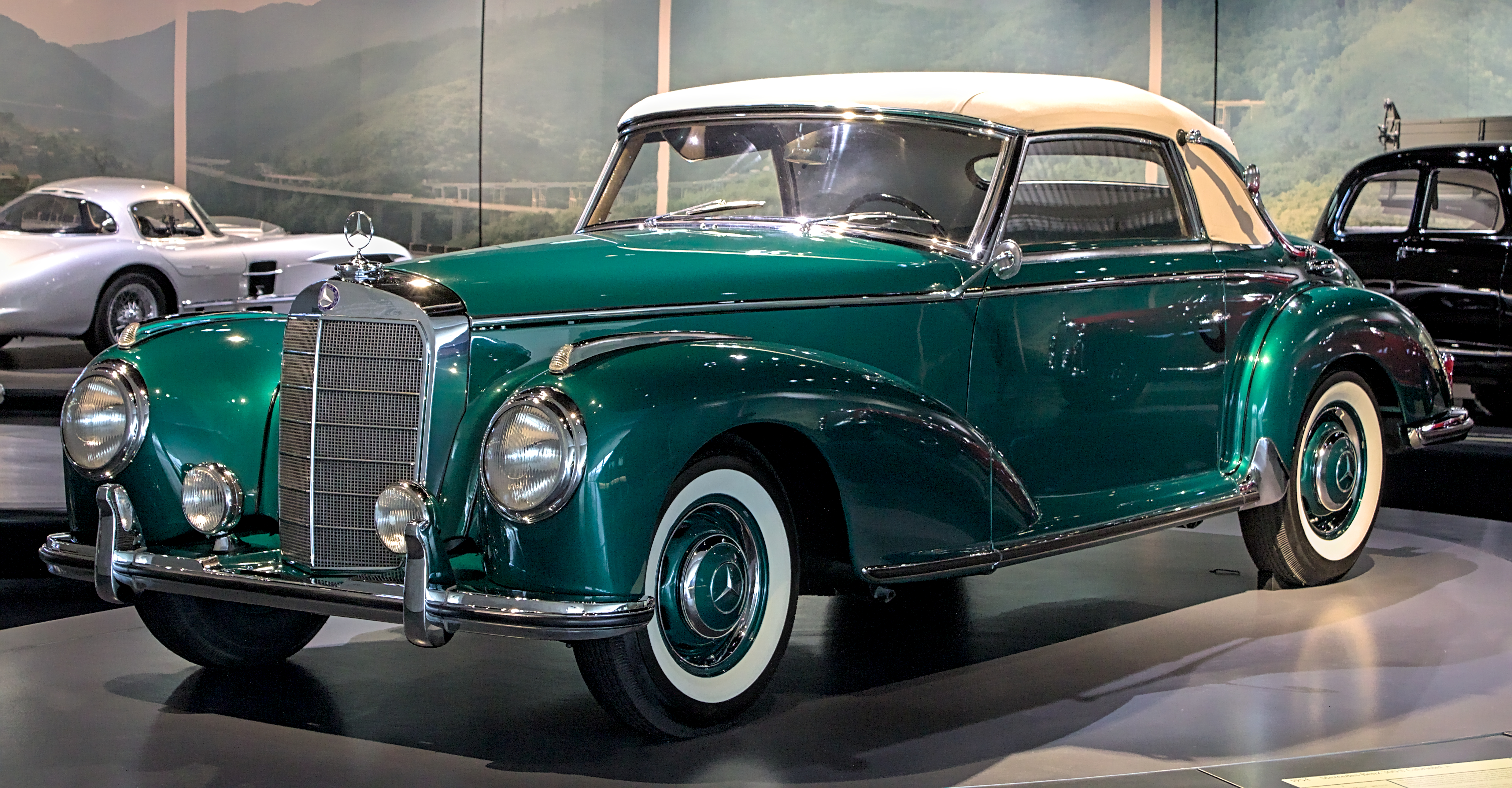
300 Sc cabriolet A
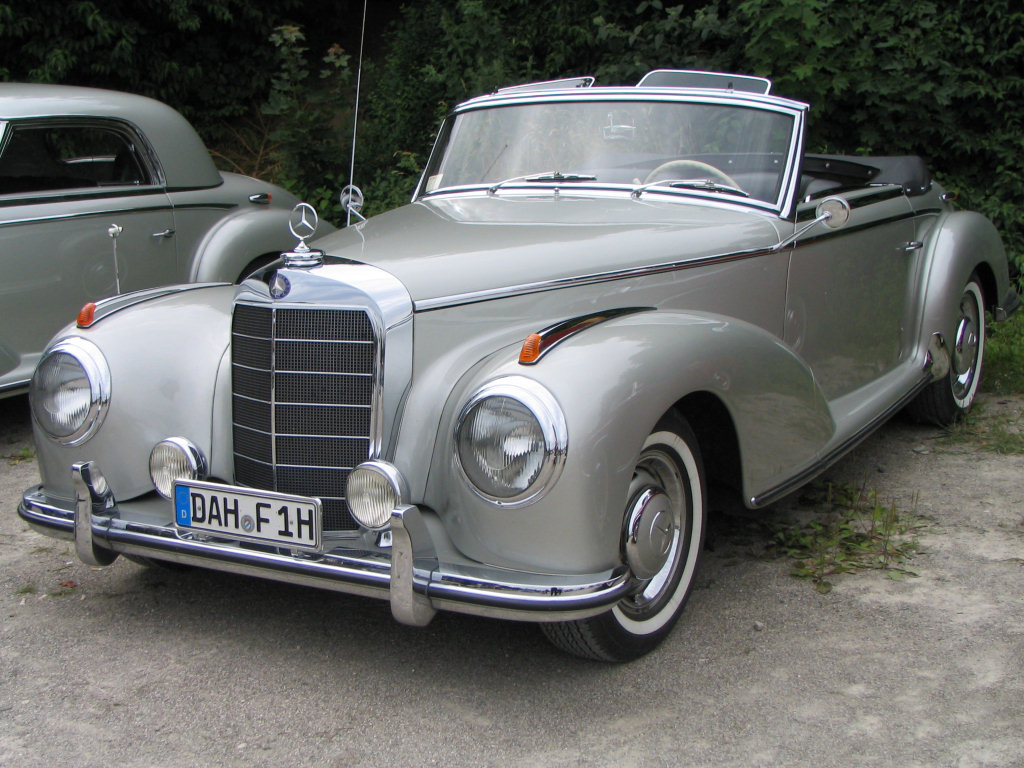
300 S roadster